# Ну, погоди! Ваканция
„Ну, погоди! Ваканция“ (на руски: Ну, погоди! Каникулы) е руски анимационен сериал, създаден от „Союзмультфильм“. Премиерата му е на 17 декември 2021 г. в стрийминг услугата Okko. Сериалът е римейк на анимационния сериал „Ну, погоди!“. Вторият сезон е обявен на 7 април 2023 г. и е пуснат на 10 април същата година. Третият сезон е пуснат на 11 май 2024 г.

## Актьорски състав
- Гарик Харламов – Вълка (1 сезон)
- Дмитрий Хрусталёв – Заека (1 сезон)
- Владимир Паляница – Вълка (от 2 сезон), Лоса
- Михаил Кшиштовски – Заека (от 2 сезон)
- Эван Котляров – Котето
- Диомид Виноградов – Язовецът Тим, Таралежът Шу, Хипопотамите, Вълкът-звезда (Звездна подмяна (1 сезон 15 епизод))
- Лина Иванова – Сърничката Уля, Лисицата
- Мария Савиных – Свинята, Вредната птица

## „Ну, погоди! Ваканция“ в България
В България сериалът е пуснат на 16 декември 2022 г. в кината от Про Филмс като пълнометражна адаптация. От 30 ноември 2023 г. до 2025 г. се излъчваха епизодите само от първи сезон по SuperToons.

### Нахсинхронен дублаж
| Роля          | Изпълнител                                 |
| ------------- | ------------------------------------------ |
| Заека         | Денислав Димитров                          |
| Вълка         | Христо Узунов                              |
| Други гласове | Ангелина Русева Симеон Дамянов Сотир Мелев |

| Обработка           | студио „Про Филмс“                 |
| ------------------- | ---------------------------------- |
| Режисьор на дублажа | Анна Тодорова                      |
| Тонрежисьори        | Детелина Ралчевска Станислав Донев |